# Cypris violacea
Cypris violacea är en kräftdjursart. Cypris violacea ingår i släktet Cypris och familjen Cyprididae. Inga underarter finns listade i Catalogue of Life.